# Piqueur (musique)
Pour l’article homonyme, voir Piqueur.
Le piqueur, ou pikèr ou sombrèr, est un instrument de musique constitué de deux ou trois nœuds de bambou que l'on frappe avec des baguettes, il est utilisé pour le maloya. Cet instrument se retrouve essentiellement sur l'île de La Réunion.

## Chant de révolte
L'usage de cet instrument, lié aux anciens esclaves et au maloya, a été interdit jusqu'en 1981 comme marque de la révolte face au pouvoir blanc esclavagiste.